# Sztavropoli járás
A Sztavropoli járás (oroszul Ставропольский район) Oroszország egyik járása a Szamarai területen. Székhelye Togliatti.

## Népesség
- 1989-ben 40 347 lakosa volt.
- 2002-ben 45 167 lakosa volt, melynek 79,6%-a orosz, 5,6%-a mordvin, 4,7%-a csuvas, 4,4%-a tatár, 2%-a ukrán.
- 2010-ben 54 181 lakosa volt, melynek 82,5%-a orosz, 4,4%-a tatár, 3,8%-a mordvin, 3,5%-a csuvas, 1,7%-a ukrán.